# Vincent Benedetti

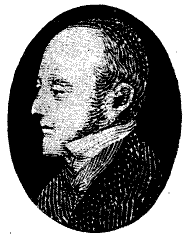
Vincent graaf Benedetti

Vincent graaf Benedetti (Bastia, Corsica, 29 april 1817  - Parijs, 28 maart 1900) was een Frans diplomaat.

## Vroege carrière
Benedetti werd geboren op Bastia op het eiland Corsica. In 1840 begon hij te werken voor het ministerie van Buitenlandse Zaken. Hij werd plaatsvervangend consul-generaal in Caïro. In 1845 werd hij consul te Egypte en in 1848 Frans consul te Palermo, Sicilië. In 1851 werd Benedetti ambassadesecretaris in Constantinopel. Gedurende de eerste maanden van de Krimoorlog was hij chargé d'affaires (1854). Na zijn terugkeer in Frankrijk werkte hij opnieuw op het ministerie van Buitenlandse Zaken en tijdens het Congres van Berlijn (1855-1856) trad hij op als secretaris. Nadien bekleedde hij de post van staatssecretaris van Italiaanse aangelegenheden, een belangrijke post gezien de Franse bemoeienissen in Italië. Graaf Cavour, de Italiaanse premier, was erg onder de indruk van zijn kennis over de Italiaanse politiek en noemde hem in werkelijkheid een Italiaan. In 1856 had hij een gewichtig aandeel in verdrag waardoor Nice (Nizza) bij Frankrijk kwam. In 1861 werd hij Frans minister bij de Italiaanse koning Victor Emanuel II, reeds een jaar later trad hij echter af toen de anti-Italiaanse partij in Frankrijk aan invloed won.

## Rol tijdens dePruisisch-Oostenrijkse Oorlogen deLuxemburgse kwestie
In 1864 werd Benedetti Frans ambassadeur in Pruisen. Hij bleef ambassadeur tot aan het uitbreken van de Frans-Duitse Oorlog. Zijn post als ambassadeur was bijzonder moeilijk, omdat de communicatie tussen hem en de regering in Parijs (keizer Napoleon III) niet altijd goed verliep (hij werd niet altijd op de hoogte gehouden van nieuwe ontwikkelingen). Tijdens Pruisisch-Oostenrijkse Oorlog van 1866  trad Benedetti op als bemiddelaar tussen de strijdende partijen en speelde een belangrijke rol bij het sluiten van de wapenstilstand tussen Pruisen en Oostenrijk. 
Na de Pruisische-Oostenrijkse Oorlog kreeg Benedetti instructies van de keizerlijke regering om compensatie te eisen voor Frankrijk, omdat dat land neutraal was gebleven tijdens de strijd. Deze "compensatie" kwam neer op annexatie van België. Bismarck, de Pruisische kanselier, gaf namens de Pruisische regering zijn goedkeuring en in augustus werd er een ontwerpverdrag opgesteld waarin Pruisen zijn steun toezegde aan de geplande annexatie. Er kwam echter nooit een echt verdrag, en annexatie van België bleef uit. Bismarck was in het bezit van het in Benedetti's handschrift opgestelde ontwerpverdrag. Een aantal dagen na het uitbreken van de Frans-Duitse Oorlog in 1870 gaf hij het document vrij, waarna het werd gepubliceerd in The Times.
Koning Willem III der Nederlanden was in 1867 van plan om het groothertogdom Luxemburg (in personele unie verbonden met Nederland) te verkopen aan Frankrijk. Keizer Napoleon III stemde in met het plan, en Benedtti was ten nauwste betrokken in de affaire. De Pruisen zagen niets in de Franse plannen. Wanneer Luxemburg een onderdeel van Frankrijk zou worden zou dit betekenen dat de Frans-Pruisische grens zou worden vergroot. Bovendien beschouwden Duitse nationalisten Luxemburg als deel van de Duitse invloedssfeer. De Conferentie van Londen verbood de verkoop van Luxemburg en bevestigde de Luxemburgse onafhankelijkheid en neutraliteit. Keizer Napoleon III leed een enorm gezichtsverlies, met name in eigen land.

## Rol tijdens deFrans-Duitse Oorlog
In juli 1870 steunde de Pruisische koning Wilhelm I openlijk de troonkandidatuur van prins Leopold van Hohenzollern-Sigmaringen, een verwant van de koning (uit de Katholieke tak van het geslacht Hohenzollern), voor de Spaanse troon. De Fransen waren boos over de openlijke steun van de koning en de hertog de Gramont, de Franse minister van Buitenlandse Zaken, gaf Benedetti de opdracht koning Wilhelm I te dwingen zijn steun aan de kandidatuur terug te trekken. De prins van Hohenzollern had zich inmiddels eigener beweging als kandidaat teruggetrokken. Benedetti bleef echter namens de Franse regering pressie uitoefenen op Wilhelm I. De koning moest beloven ook in de toekomst steeds zijn steun aan de kandidatuur te onthouden. De koning voelde zich beledigd en deelde Benedetti mede dat hij zich niet liet commanderen door keizer Napoleon III, noch door zijn ministers. Ondanks de harde woorden van de koning verliep het gesprek - gezien de omstandigheden - vrij rustig. Wilhelm I verstuurde daarop op 13 juli vanuit Bad Ems een telegram met de inhoud van het gesprek naar Bismarck, dat bekend is komen te staan als de Emser Depesche. Bismarck liet de inhoud van het telegram in een verkorte en veel scherper geformuleerde vorm verschijnen in diverse kranten. Hierdoor leek het alsof de Pruisische koning ambassadeur Benedetti op een minachtende wijze had toegesproken. In Frankrijk werd woedend gereageerd op het (vervalste) telegram en men eiste oorlog. Frankrijk mobiliseerde en Benedetti keerde naar Frankrijk terug waar de hertog de Gramont hem de schuld van de gehele situatie gaf. Benedetti trad vervolgens terug uit de diplomatie.
In zijn in 1871 verschenen Ma Mission en Prusse verdedigde Benedetti op succesvolle wijze zijn optreden in de julidagen, alsook zijn optreden gedurende en na de Pruisische-Oostenrijkse oorlog.

## Werken
- Essais diplomatiques (Parijs, 1895-1896)
- Nouveaux essais diplomatiques (Parijs, 1897)